# La ragazza di Brooklyn
La ragazza di Brooklyn (La Fille de Brooklyn) è un romanzo dello scrittore francese Guillaume Musso del 2016.

## Trama
Raphaël Barthélémy è uno scrittore di successo, ragazzo padre del piccolo Théo, e sta per sposarsi con Anna Becker, una giovane pediatra.
Anna è sempre stata molto riservata riguardo al suo passato, cosa per cui litiga con Raphaël poche settimane prima delle nozze; durante il litigio Anna mostra al fidanzato una foto raccapricciante dicendogli di “essere stata lei” a fare ciò che è mostrato nell’immagine.
Raphaël fugge inorridito, ma ritorna quasi subito indietro perché vuole spiegazioni e perché ritiene doveroso verso Anna darle modo di spiegare, solo che al suo arrivo non la trova.
Inizia così il suo inseguimento/indagine nei confronti della fidanzata, aiutato dall’amico Marc Caradec, vicino di casa ed ex poliziotto.
Nel corso delle loro ricerche fanno inquietanti scoperte: Anna non è il vero nome della ragazza; inoltre scoprono che a lei legate ci sono numerose persone, tutte morte in circostanze misteriose: la madre della ragazza, un pedofilo che in passato aveva rapito Anna tenendola imprigionata per due anni, la giornalista che si era occupata dell’inchiesta, il gendarme che aveva scoperto (casualmente) la tana/prigione del mostro.
Inizia così un’indagine che si dipana tra Parigi, Nancy e New York, durante la quale tutti gli indizi portano a delle persone molto vicine a un politico candidato alla Casa Bianca. Raphaël dovrà pertanto stare attento perché non potrà fidarsi di nessuno.

## Edizioni
- Guillaume Musso, La ragazza di Brooklyn, traduzione di Sergio Arecco, La nave di Tesco, 2016,  p. 429, ISBN 978-88-934-4031-8.